# トミー・マシアス
トミー・マシアス（Tommy Macias　1993年1月20日- ）はスウェーデン出身の柔道選手。階級は73kg級。

## 経歴
柔道は両親が取り組んでいた影響もあって3歳の時に始めた。2016年のグランドスラム・チュメニ73kg級で3位になると、グランドスラム・アブダビでは優勝した。2017年の世界選手権は初戦でロシアのデニス・ヤルツェフに敗れるも、ヨーロッパ選手権と世界ランキング上位選手で争われるワールドマスターズでも3位に入った。2018年のグランプリ・アンタルヤでは決勝で韓国の安昌林を引込返で破って優勝した。世界選手権では3回戦でイランのモハマド・モハマディに敗れるも、ヨーロッパ選手権とグランドスラム・大阪では3位になった。2019年のグランドスラム・エカテリンブルグでは決勝でリオデジャネイロオリンピック66kg級金メダリストであるイタリアのファビオ・バシレを腕挫十字固で破って優勝した。ヨーロッパ競技大会では決勝でアゼルバイジャンのルスタム・オルジョフを破って優勝した。スウェーデンにはナショナルトレーニングセンターがないので地元のクラブで稽古を積んでいたが、2017年以降はデンマークに拠点を置いている。2021年の世界選手権では準決勝で元世界チャンピオンの橋本壮市と対戦して、一旦は技ありで破ったかに見えたが取り消しになると、その後不可解な指導を受けて反則負けしたかに見えたが、再び取り消しになり直後に技ありを取って勝利した。決勝ではジョージアのラシャ・シャフダトゥアシビリに反則負けを喫したが2位となった。2021年7月に日本武道館で開催された東京オリンピックでは2回戦で敗れた。2022年6月に現役引退を表明した。

## 主な戦績
- 2016年 - グランドスラム・チュメニ　3位
- 2016年 - グランプリ・ザグレブ　2位
- 2016年 - グランドスラム・アブダビ　優勝
- 2017年 - グランプリ・デュッセルドルフ　3位
- 2017年 - グランプリ・トビリシ　2位
- 2017年 - ヨーロッパ選手権　3位
- 2017年 - グランプリ・ザグレブ　2位
- 2017年 - グランドスラム・東京　7位
- 2017年 - ワールドマスターズ　3位
- 2018年 - グランプリ・アンタルヤ　優勝
- 2018年 - ヨーロッパ選手権　3位
- 2018年 - グランプリ・カンクン　優勝
- 2018年 - グランドスラム・アブダビ　3位
- 2018年 - グランドスラム・大阪　3位
- 2018年 - ワールドマスターズ　5位
- 2019年 - グランドスラム・エカテリンブルグ　優勝
- 2019年 - ヨーロッパ競技大会　優勝
- 2020年 -　グランドスラム・ブダペスト　3位
- 2020年 - ヨーロッパ選手権　3位
- 2021年 -　世界選手権　2位

(出典、JudoInside.com)。